# انوره بوسکولو
انوره بوسکولو (انگلیسی: Enore Boscolo؛ زادهٔ ۱۸ ژوئیهٔ ۱۹۲۹) بازیکن فوتبال اهل ایتالیا است.
از باشگاه‌هایی که در آن بازی کرده‌است می‌توان به باشگاه فوتبال تورینو، باشگاه فوتبال آ.اس. رم، باشگاه فوتبال اودینزه، باشگاه فوتبال پادوا، باشگاه فوتبال تریستیانا، و باشگاه فوتبال ویچنزا اشاره کرد.